# Estadio Martínez Valero
El Estadio Manuel Martínez Valero es un recinto deportivo, propiedad del Elche Club de Fútbol, localizado en la misma ciudad alicantina de Elche. Fue inaugurado el día 8 de septiembre de 1976 y tiene una capacidad para unos 33.732 espectadores.
Fue una de las diecisiete sedes del Mundial de España 1982, habiendo acogido tres partidos de aquel torneo, donde en el primero de ellos se disputó la mayor goleada en la historia de los Mundiales. Asimismo, también ha albergado 6 encuentros de la Selección española y fue sede de la Final de la Copa del Rey en 2003 entre el RCD Mallorca y el Recreativo de Huelva.

## Historia
El Estadio Martínez Valero fue inaugurado el 8 de septiembre de 1976 con el nombre de Nuevo Estadio del Elche CF, sustituyendo al antiguo Campo de Altabix (1926). El partido inaugural para el nuevo estadio fue un Elche CF - Selección de México con resultado final de empate 3-3. Los goles del Elche aquella noche los consiguieron Finarolli, Roberto Orellana y Gómez Voglino. 
El recinto obra del arquitecto alicantino Juan Boix Matarredona, y es en la actualidad el estadio más grande de toda la provincia. En 1988 el campo cambió de nombre al actual, Estadio Martínez Valero, que rinde homenaje al que fue uno de los mejores presidentes en la historia del club, Don Manuel Martínez Valero.

### Remodelaciones
En el verano de 2013, con motivo del ascenso del Elche CF a Primera División 25 años después, el estadio se sometió a su primera reforma seria desde que el recinto fuese construido. La reforma constó de dos fases. La primera, finalizada para el inicio de la Liga, afectando a la fachada principal, donde se volvió a construir prácticamente nueva, además de arreglar a vomitorios, remodelar los asientos, accesos, vestuarios, las salas de prensa, oficinas y aseos... También se construirían nuevos palcos VIP y nuevas cabinas de prensa situadas en el anillo de tribuna. El presupuesto de esta primera fase fue de 2 031 399,08  euros.Tras la remodelación, el aforo del estadio pasó de 39.000 a 33.732 localidades.
Con la llegada de Christian Bragarnik, accionista mayoritario del club, y con otro nuevo ascenso a Primera en 2020, el club estuvo realizando de manera paulatina una serie de reformas en el recinto, dado el estado de lento deterioro en el que se encontraba el estadio tras su última remodelación en 2013. Esta serie de reformas pasarían por una adecuación y modernización de las oficinas, sustitución de los antiguos focos del estadio por nuevos focos LED, cambio, otra vez, de butacas, pintado del interior del estadio y la modernización de la fachada en su totalidad, además el ansiado cambio de los antiguos videomarcadores que habían sido inaugurados en la temporada 2005/2006.

## Instalaciones
Deportivas

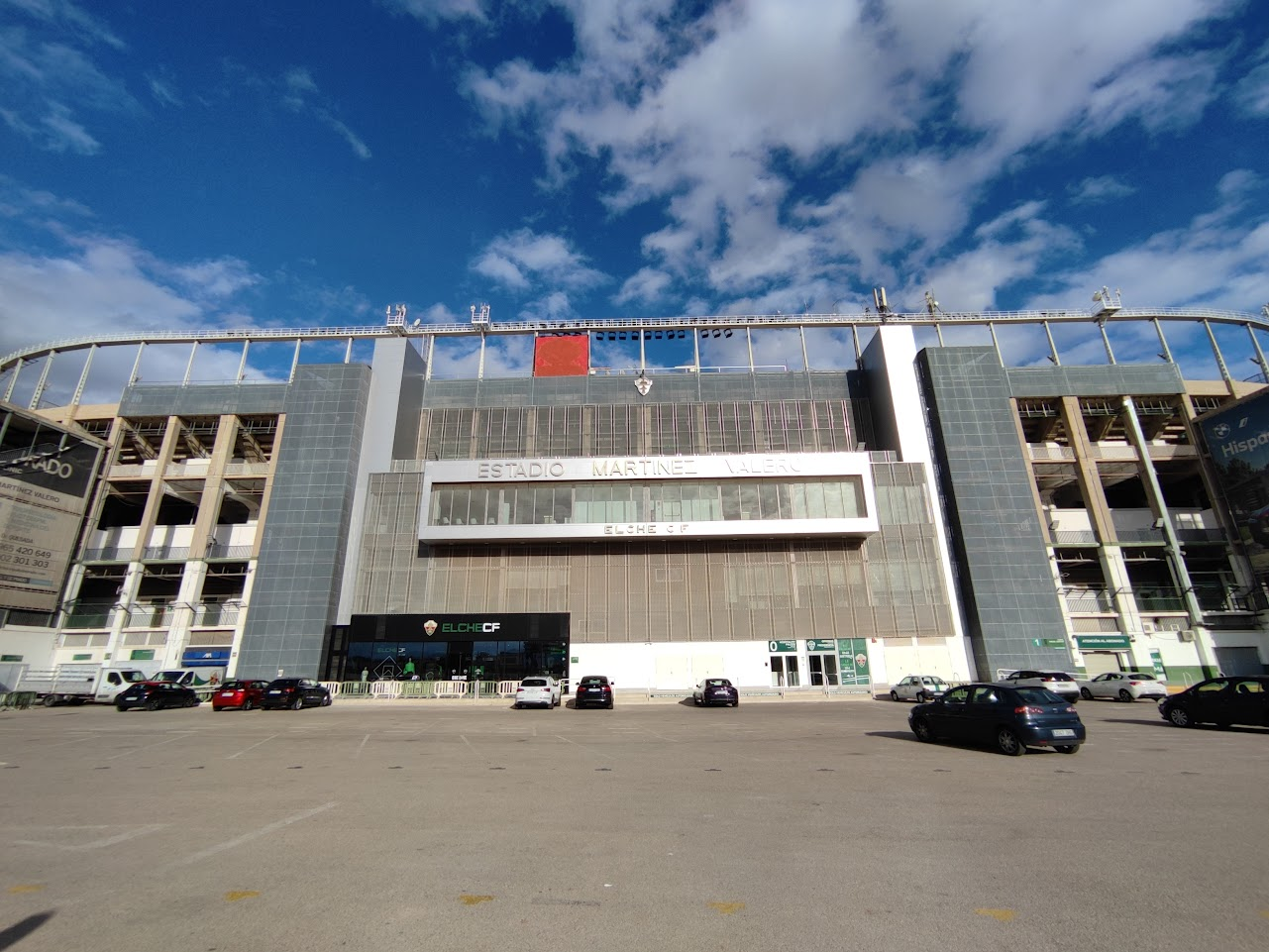
Visión exterior del estadio

Panorámica del estadio

- 1 campo anexo con medidas reglamentarias
- 1 campo anexo de entrenamiento
- 4 vestuarios
- 1 gimnasio
- 1 bañera de hidromasaje
- Duchas de presión-hidromasaje
- Sala de vídeo
- Enfermería
- Sala de masajes
- Está adaptado para usuarios de silla de ruedas con plazas reservadas para las sillas
- Aseos adaptados y los aparcamientos de los socios con discapacidad están cerca de las puertas de entrada.

Otras
- 8 cabinas de televisión
- 26 cabinas de prensa y radios
- Sala de prensa
- Sala de juntas
- Punto de atención al abonado
- Aparcamiento con 2184 plazas

## Partidos internacionales

### Selección española
La Selección española ha disputado seis partidos en Elche, tres amistosos y otros tres oficiales, habiendo ganado todos sus encuentros. El primero en disputarse fue un amistoso ante Bélgica, preparatorio para el Mundial 1986. El próximo partido de España en Elche se disputará en octubre de 2025 contra Georgia. 
| Amistoso; 19 de febrero de 1986 | España                                         | 3:0 (2:0) | Bélgica |                                                                    |                                                                    |
|                                 | Butragueño 3' · Julio Salinas 41' · Maceda 72' |           |         | Asistencia: 40 000 espectadores Árbitro(s): Paolo Casarin (Italia) | Asistencia: 40 000 espectadores Árbitro(s): Paolo Casarin (Italia) |

| Clasificación Eurocopa 1996; 15 de noviembre de 1995 | España                                | 3:0 (1:0) | Macedonia |                                                                        |                                                                        |
|                                                      | Kiko 8' · Manjarín 72' · Caminero 79' |           |           | Asistencia: 40 000 espectadores Árbitro(s): Edgar Steinborn (Alemania) | Asistencia: 40 000 espectadores Árbitro(s): Edgar Steinborn (Alemania) |

| Clasificación Eurocopa 2004; 10 de septiembre de 2003 | España                  | 2:1 (0:0) | Ucrania        |                                                                   |                                                                   |
|                                                       | Raúl González 60' 72' · |           | Shevchenko 83' | Asistencia: 39 000 espectadores Árbitro(s): Terje Hauge (Noruega) | Asistencia: 39 000 espectadores Árbitro(s): Terje Hauge (Noruega) |

| Amistoso; 3 de junio de 2006 | España                        | 2:0 (1:0) | Egipto |                                                                     |                                                                     |
|                              | Raúl González 14' · Reyes 56' |           |        | Asistencia: 38 000 espectadores Árbitro(s): Stefano Farina (Italia) | Asistencia: 38 000 espectadores Árbitro(s): Stefano Farina (Italia) |

| Amistoso; 26 de marzo de 2008 | España    | 1:0 (0:0) | Italia |                                                                      |                                                                      |
|                               | Villa 77' |           |        | Asistencia: 38 000 espectadores Árbitro(s): Fritz Stuchlik (Austria) | Asistencia: 38 000 espectadores Árbitro(s): Fritz Stuchlik (Austria) |

| Liga de Naciones 2018/19; 11 de septiembre de 2018 | España                                                                             | 6:0 (3:0) | Croacia |                                                                      |                                                                      |
|                                                    | Ñíguez 24' · Asensio 33' · Kalinić (P.P.) 35' · Rodrigo 49' · Ramos 57' · Isco 70' |           |         | Asistencia: 27 000 espectadores Árbitro(s): Benoit Bastien (Francia) | Asistencia: 27 000 espectadores Árbitro(s): Benoit Bastien (Francia) |

### Mundial 1982
Elche fue una de las catorce subsedes y el Martínez Valero uno de los diecisiete estadios que albergaron la Copa Mundial de 1982. En este recinto se disputaron tres de los seis partidos correspondientes al grupo 3 de la primera fase del campeonato, registrándose en el primero disputado, la mayor goleada en una fase final de Copa del Mundo.
| 15 de junio de 1982, 21:00                                                                            | Hungría                                                                                         | 10:1 (3:0) | El Salvador | Nuevo Estadio, Elche                                                        |                                                                             |
| | Nyilasi 4', 83' · Pölöskei 11' · Fazekas 23', 54' · Tóth 50' · Kiss 69', 72', 76' · Szentes 70' | Reporte    | Zapata 64'  | Asistencia: 23.000 espectadores Árbitro(s): Ibrahim Youssef Al-Doy (Baréin) | Asistencia: 23.000 espectadores Árbitro(s): Ibrahim Youssef Al-Doy (Baréin) |
| El 10-1 de Hungría a El Salvador pasaría a ser la mayor goleada en la historia de las Copas del Mundo |                                                                                                 |            |             |                                                                             |                                                                             |

| 19 de junio de 1982, 21:00 | Bélgica   | 1:0 (1:0) | El Salvador | Nuevo Estadio, Elche                                                            |                                                                                 |
|                            | Coeck 19' | Reporte   |             | Asistencia: 15.000 espectadores Árbitro(s): Malcolm Moffatt (Irlanda del Norte) | Asistencia: 15.000 espectadores Árbitro(s): Malcolm Moffatt (Irlanda del Norte) |

| 22 de junio de 1982, 21:00                            | Bélgica           | 1:1 (0:1) | Hungría   | Nuevo Estadio, Elche                                                 |                                                                      |
|                                                       | Czerniatynski 76' | Reporte   | Varga 27' | Asistencia: 37.000 espectadores Árbitro(s): Clive White (Inglaterra) | Asistencia: 37.000 espectadores Árbitro(s): Clive White (Inglaterra) |
| Primera clasificación a la siguiente fase de Bélgica. |                   |           |           |                                                                      |                                                                      |

## Accesos

### Por carretera
El club está trabajando conjuntamente con el ayuntamiento para que en los días de partido el tráfico suponga el mínimo impacto tanto para los aficionados y vecinos de la zona. Para ello han propuesto los siguientes intinerarios.

#### Desde el norte
Se recomienda tomar la avenida de La Libertad, avenida Vicente Quiles, Ciudad Deportiva y avenida Esquitino Sempere hacia el estadio.

#### Desde el centro
Se recomienda emplear tanto la avenida de Alicante, entrando al estadio por la avenida Esquitino Sempere. Como calle Porta de la Morera, Camí del Gat, avenida de Santa Pola y carretera de L'Altet para acceder al estadio.

#### Desde el sur
Se recomiendan tanto la avenida Pedro Juan Perpiñán, como la circunvalación para dirigirse al estadio accediendo al mismo por la carretera de L’Altet. 

#### Desde fuera de la ciudad
Se accede tomando la salida 30 de la A-70 (Elche / Universidad) y la salida 708 de la A-7 (Elche Ronda Este/Santa Pola) ambas salidas conducen a la Autovía de Circunvalación EL-20 de la que se tomará la salida 3 en dirección Altabíx y en la siguiente rotonda se tomara la 3ⁿ salida accediendo al estadio.
Para acceder desde Santa Pola se recomienda que pasado el mesón Las Torres se tome el desvío de Valverde así tras pasar las partidas rurales de Valverde y Perleta se llega al estadio sin necesidad de entrar en la ciudad.
Desde el Aeropuerto se accede al Estadio por la N-340 pasando por Torrellano, el aeropuerto se sitúa a escasos 10 km del estadio.

### En transporte público

#### En autobús
| Líneas de autobús con parada cercana al estadio |                                                 |
| Línea                                           | Recorrido                                       |
|                                                 | Centro - Hospital - San Antón - Zona Estadio    |
|                                                 | Centro - Altabix - San Antón                    |
|                                                 | Centro - Altabix - Ciudad Deportiva             |
|                                                 | Hospital Vinalopó - Av.Libertad - Nuevo Altabix |